# Jérôme-Michel Tossavi
Jérôme-Michel Tossavi, né en 1986, est un écrivain, poète, dramaturge, documentaliste et bibliothécaire béninois.

## Biographie
Né en 1986, Jérôme-Michel Tossavi est natif de Ouessè-Wogoudo. Il est titulaire d'une maîtrise en Sciences Humaines, option Lettres Modernes à l'Université d'Abomey-Calavi (Bénin) et dispose d'un certificat de compétence en techniques de gestion documentaire de l'Université Paris Ouest Nanterre La Défense (Paris),.

## Œuvres

### Romans
- Crevaison dans ma bouche[3]
- Oraisons pour un vivant[4]
- Hémorragie: monologue texte achevé à Cotonou, le 30 juin 2013, Édilivre, 2016 (ISBN 978-2-334-12224-5)

### Poème
- Signatures et balivernes: recueil de poèmes, Christon Editions, 2012 (ISBN 978-99919-70-29-5, OCLC 907354303, lire en ligne)

### Théâtre
- Le chant de la petite horloge: théâtre, Savanes du Continent, 2021 (ISBN 978-99982-946-1-5, OCLC on1291210147, lire en ligne)
- Les complaintes de la sirène: suivi de: Le Prisonnier: théâtre, Les Éditions Plurielles, 2014 (ISBN 978-99919-1-718-4, OCLC 897382015, lire en ligne)
- Incinérés[5]

## Distinctions
- 2015 : Prix international de la poésie[6]
- 2025 : Prix Haikus[6]
- 2019 : Prix RFI Théâtre[7]
- 2020 : Prix RFI Théâtre[8]

## Liens
- VIAF
- ISNI
- BnF (données)